# Olympische Sommerspiele 2004/Moderner Fünfkampf
Bei den XXVIII. Olympischen Spielen 2004 in Athen fanden zwei Wettbewerbe im Modernen Fünfkampf statt, je einer für Frauen und Männer. Austragungsort waren das Olympic Modern Pentathlon Centre und die Goudi Olympic Hall im Goudi Olympic Complex.

## Medaillenspiegel
| Platz | Land           | Gold | Silber | Bronze | Gesamt |
| ----- | -------------- | ---- | ------ | ------ | ------ |
| 1     | Russland       | 1    | –      | –      | 1      |
| 1     | Ungarn         | 1    | –      | –      | 1      |
| 3     | Lettland       | –    | 1      | –      | 1      |
| 3     | Litauen        | –    | 1      | –      | 1      |
| 5     | Großbritannien | –    | –      | 1      | 1      |
| 5     | Tschechien     | –    | –      | 1      | 1      |

## Zeitplan
| Zeit  | Sportart                | Wettkampfstätte                  | Anmerkung                                                            |
| ----- | ----------------------- | -------------------------------- | -------------------------------------------------------------------- |
| 10:00 | Luftpistolenschießen    | Goudi Olympic Hall               | Männer am 26. August 2004, Frauen am 27. August 2004 (Zeiten gleich) |
| 11:00 | Degenfechten            | Goudi Olympic Hall               | Männer am 26. August 2004, Frauen am 27. August 2004 (Zeiten gleich) |
| 14:25 | 200 m Freistilschwimmen | Olympic Modern Pentathlon Centre | Männer am 26. August 2004, Frauen am 27. August 2004 (Zeiten gleich) |
| 16:15 | Springreiten            | Olympic Modern Pentathlon Centre | Männer am 26. August 2004, Frauen am 27. August 2004 (Zeiten gleich) |
| 18:20 | 3000 m Crosslauf        | Olympic Modern Pentathlon Centre | Männer am 26. August 2004, Frauen am 27. August 2004 (Zeiten gleich) |

## Ergebnisse

### Einzel Männer

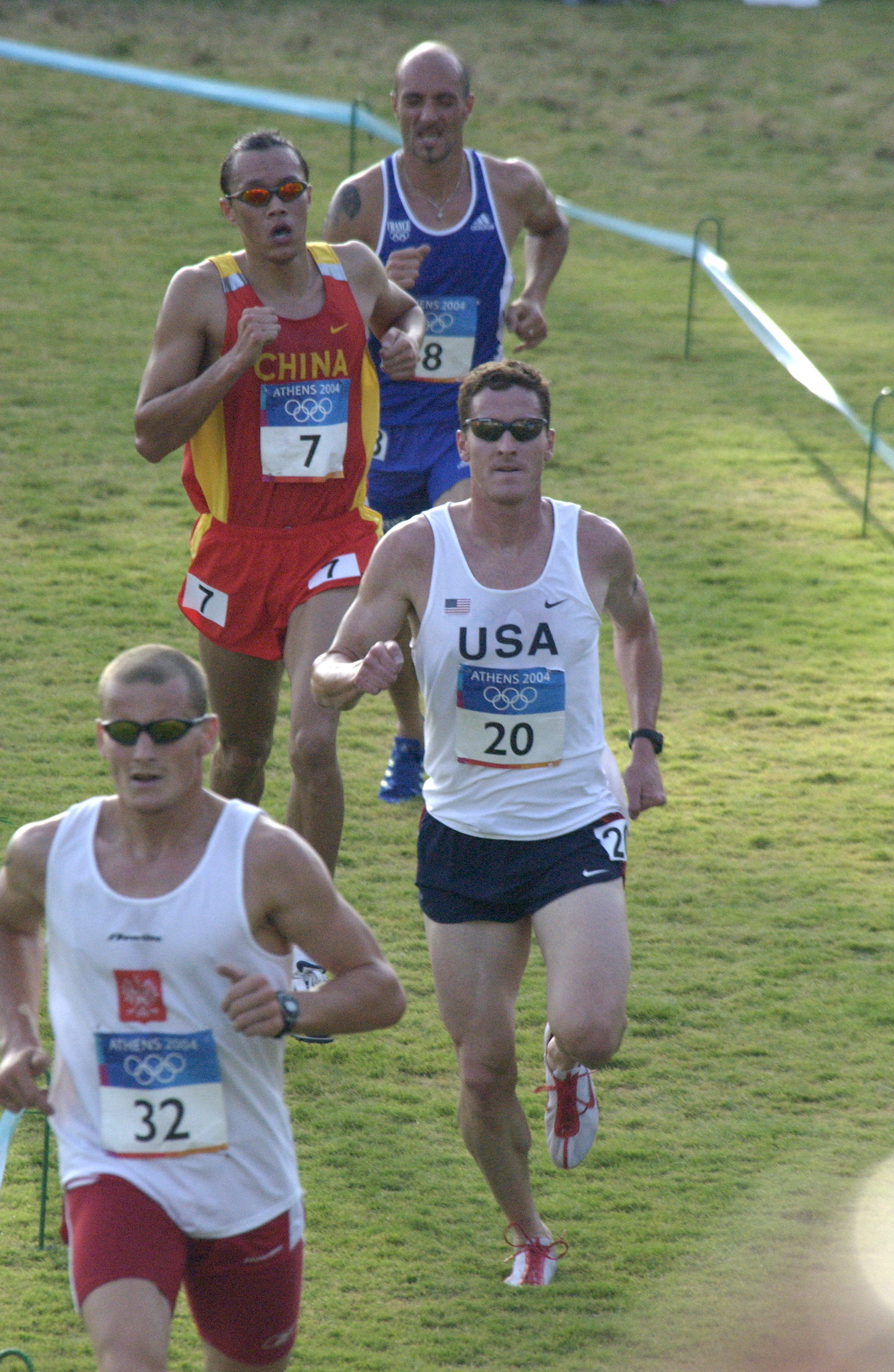
Endrunde im Fünfkampf

| Platz | Land | Sportler               | Punkte |
| ----- | ---- | ---------------------- | ------ |
| 1     | RUS  | Andrei Moissejew       | 5480   |
| 2     | LTU  | Andrejus Zadneprovskis | 5428   |
| 3     | CZE  | Libor Capalini         | 5392   |
| 4     | LAT  | Deniss Čerkovskis      | 5356   |
| 5     | BLR  | Dsmitryj Meljach       | 5340   |
| 6     | CZE  | Michal Michalík        | 5332   |
| 7     | GER  | Eric Walther           | 5320   |
| 8     | HUN  | Gábor Balogh           | 5296   |
| 9     | USA  | Wachtang Iagoraschwili | 5276   |
| 10    | RUS  | Rustem Sabirchusin     | 5392   |
|       |      |                        |        |
| 14    | SUI  | Niklaus Brünisholz     | 5184   |
| 17    | GER  | Steffen Gebhardt       | 5144   |

Datum: 26. August 2004

32 Teilnehmer aus 21 Ländern

### Einzel Frauen
| Platz | Land | Sportlerin              | Punkte |
| ----- | ---- | ----------------------- | ------ |
| 1     | HUN  | Zsuzsanna Vörös         | 5448   |
| 2     | LAT  | Jeļena Rubļevska        | 5380   |
| 3     | GBR  | Georgina Harland        | 5344   |
| 4     | ITA  | Claudia Corsini         | 5324   |
| 5     | GER  | Kim Raisner             | 5312   |
| 6     | POL  | Sylwia Czwojdzińska     | 5276   |
| 7     | UKR  | Wiktorija Tereschtschuk | 5256   |
| 8     | GBR  | Kate Allenby            | 5236   |
| 9     | BLR  | Tazzjana Masurkewitsch  | 5220   |
| 10    | POL  | Paulina Boenisz         | 5184   |

Datum: 27. August 2004

32 Teilnehmerinnen aus 21 Ländern